# Assen
Assen er en hollandsk kommune og by beliggende i den nordøstlige del af Nederlandene. Byen har 68.836(2021)indbyggere.
Byen er hovedstad i provinsen Drenthe og fik købstadsrettigheder i 1809.

## Sport
Byen er kendt for sin motorcykelbane Circuit van Drenthe hvor det årlige hollandske TT-Grand Prix bliver afholdt.
Assen påberåber sig at være Hollands hoved-center for cykling, både af professionel- og turistmæssig art, hvilket mange cykelveje og-ruter samt motionscykelløb, blandt andet Fietsvierdaagse (fire-dages aftencykelløb), tyder på.
Første og anden etape af Vuelta a España 2009, startede i Assen, henholdsvis den 29.- og 30. august 2009.